# Романовка (Всеволожський район)
Романовка (рос. Романовка) — селище у Всеволожському районі Ленінградської області Російської Федерації.
Населення становить 6984 особи. Належить до муніципального утворення Романовське сільське поселення.

## Історія
Від 1 серпня 1927 року належить до Ленінградської області.

## Населення
| 2002 | 2007  | 2010  | 2017  |
| ---- | ----- | ----- | ----- |
| 5676 | ↘5616 | ↗6129 | ↗6984 |